# .bible
.bible' là một tên miền cấp cao nhất (TLD), được ICANN phê duyệt dưới dạng tên miền cấp cao nhất dùng chung (gTLD).

## Ý nghĩa
Doug Birdsall, cựu chủ tịch Hiệp hội Kinh Thánh Hoa Kỳ, mô tả tên miền này là "thời điểm của Kinh Thánh để chuyển từ Gutenberg sang Google."